# فیرچایلد سی-۸۲ پکت
سی-۸۲ پکت یک هواپیمای باری دو موتوره و جفت دم است که توسط فیرچایلد ایرکرفت طراحی و ساخته شده است. این هواپیما توسط نیروهای هوایی ایالات متحده و پس از آن توسط جانشین آن یعنی نیروی هوایی ایالات متحده پس از جنگ جهانی دوم استفاده شد.

## مشخصات فنی (C-82A)
داده‌ها از United States Military Aircraft since 1909
ویژگی‌های عمومی
- خدمه: سه نفر
- ظرفیت: ۴۲ نفر یا ۳۴ برانکارد[۲]
- طول: ۷۷ فوت ۱ اینچ (۲۳٫۵۰ متر)
- پهنای بال: ۱۰۶ فوت ۵ ۱⁄۲ اینچ (۳۲٫۴۵ متر)
- ارتفاع: ۲۶ فوت ۴ اینچ (۸٫۰۳ متر)
- مساحت بال‌ها: ۱٬۴۰۰ فوت مربع (۱۳۰٫۱ متر مربع)
- وزن خالی: ۳۲٬۵۰۰ پوند (۱۴٬۷۴۲ کیلوگرم)
- وزن ناخالص: ۵۰٬۰۰۰ پوند (۲۲٬۶۸۰ کیلوگرم) [۳]
- بیشترین وزن برخاست: ۵۴٬۰۰۰ پوند (۲۴٬۴۹۴ کیلوگرم)
- ظرفیت سوخت: ۲٬۶۰۰ گالون آمریکایی (۲٬۲۰۰ گالون بریتانیایی؛ ۹٬۸۰۰ لیتر)[۳]
- پیشرانه: ۲ عدد 18-سیلندر، ۲ ردیفه موتور شعاعی پرت اند ویتنی آر-۲۸۰۰ دوبل واسپ-۸۵, ۲٬۱۰۰ اسب بخار (۱٬۶۰۰ کیلووات)  در هر موتور
- ملخ‌ها: سهملخه همیلتون استاندارد هیدروماتیک، قطر  ۱۵ فوت ۲ اینچ (۴٫۶۲ متر) [۳]

عملکرد
- حداکثر سرعت: ۲۴۸ مایل بر ساعت (۳۹۹ کیلومتر بر ساعت، ۲۱۶ گره) at ۱۷٬۵۰۰ فوت (۵٬۳۰۰ متر)
- سرعت کروز: ۲۱۸ مایل بر ساعت (۳۵۱ کیلومتر بر ساعت، ۱۸۹ گره) at ۱۰٬۰۰۰ فوت (۳٬۰۵۰ متر)
- سرعت واماندگی: ۸۵ مایل بر ساعت (۱۳۷ کیلومتر بر ساعت، ۷۴ گره) با فلاپ کامل[۳]
- بُرد: ۳٬۸۷۵ مایل (۶٬۲۳۶ کیلومتر، ۳٬۳۶۷ مایل دریایی)
- حداکثر ارتفاع: ۲۱٬۲۰۰ فوت (۶٬۵۰۰ متر)
- نرخ صعود: ۹۵۰ فوت بر دقیقه (۴٫۸ متر بر ثانیه)
- Takeoff distance to 50 ft (15m): ۱٬۱۰۰ یارد (۳٬۳۰۰ فوت؛ ۱٬۰۰۰ متر)
- Landing distance from 50 ft (15 m): ۶۲۵ یارد (۱٬۸۷۵ فوت؛ ۵۷۲ متر)

### کتابشناسی - فهرست کتب
- Bridgman, Leonard. Jane's All the World's Aircraft 1948. London: Sampson Low, Marston & Company, Ltd.
- Lloyd, Alwyn T. Fairchild C-82 Packet and C-119 Flying Boxcar. Hinckley, UK: Aerofax, 2005. شابک ‎۱−۸۵۷۸۰−۲۰۱−۲ISBN 1-85780-201-2
- Swanborough, F.G. and Peter M. Bowers. United States Military Aircraft since 1909. London: Putnam, first edition, 1963.